# Surf City (New Jersey)
Pour les articles homonymes, voir Surf city.
Surf City est un borough du comté d'Ocean sur Long Beach Island dans l'État du New Jersey aux  États-Unis. Selon le recensement de 2010, sa population est de 1 205 habitants.
Bordant l'océan Atlantique, la municipalité s'étend sur 0,92 milles carrés (2,38 km2), dont 0,17 milles carrés (0,44 km2) d'étendues d'eau.
Le borough est fondé le 19 septembre 1894 sous le nom de Long Beach City Borough. Il est renommé Surf City par le conseil municipal le 26 mai 1899.